# Insurgentes, Puebla kommun
Insurgentes är en ort i Mexiko.   Den ligger i kommunen Puebla och delstaten Puebla, i den sydöstra delen av landet, 120 km öster om huvudstaden Mexico City. Insurgentes ligger 2 362 meter över havet och antalet invånare är 202.
Terrängen runt Insurgentes är kuperad åt nordost, men åt sydväst är den platt. Runt Insurgentes är det mycket tätbefolkat, med 2 614 invånare per kvadratkilometer. Närmaste större samhälle är Puebla de Zaragoza, 13,1 km väster om Insurgentes. Trakten runt Insurgentes består till största delen av jordbruksmark.